# Hélène Boschi
Hélène Boschi foi uma pianista franco-suíça. Ela estudou piano com Yvonne Lefébure e Alfred Cortot na École Normale de Musique em Paris . Ao longo da sua vida, ela tem uma dupla carreira como pedagoga e concertista. 
Hélène Boschi é a primeira pianista a gravar as sonatas do Padre Soler (1952) e as obras completas de música de câmara com piano de Clara Schumann. Ela também interpreta a música do século XX, seja Frank Martin, Bartók, Maurice Emmanuel, Janáček e Martinů. Luigi Dallapiccola dedica sua música a Annalibera Caderno (1952), a Fernando Lopes-Graça a sua 3ª Sonata (1954) e a Claude Ballif a sua 4ª Sonata op. 31, criada em 1963. Ela também fez em Bruxelas, em 1952, a estreia de Concertino de Karel Husa.
Interpretou Bach, Rameau, Mozart (notadamente com a Filarmônica Tcheca, Dresden Staatskapelle e a Orquestra Nacional de França), Haydn (com a Orquestra de Câmara de Berlim), Schumann, FAE Sonata e Wilhelm Meister (com Irene Joachim), Weber (com Irene Joachim), bem como a música de câmara de Dukas, Franck, Debussy e Fauré (nomeadamente com Jean-Jacques Kantorow).
Como solista da RTF de 1955 a 1965, apresentou-se muito regularmente em concertos de rádio, notadamente com orquestras de rádio francesas (como a Orchester national de France)., a Orquestra Filarmônica , ).
De 1960 a 1965 Hélène Boschi lecionou na École Normale de Musique em Paris . Ela então dirigiu, pelos próximos vinte anos (1965-1985), uma das classes mais altas de piano no conservatório de Estrasburgo. Durante 17 anos deu master classes em Weimar.

## Prêmios e distinções
- Grand Prix du disque 1952 (Académie Charles Cros) Paris
- Prêmio Robert Schumann 1975